# Bermejo (departement van Formosa)
Bermejo is een departement in de Argentijnse provincie Formosa. Het departement (Spaans:  departamento) heeft een oppervlakte van 12.850 km² en telt 12.710 inwoners.

## Plaatsen in department Bermejo
- Laguna Yema
- Los Chiriguanos
- Pozo de Maza
- Pozo del Mortero